# Quod tibi fieri non vis, alteri ne feceris
Quod tibi fieri non vis, alteri ne feceris è una locuzione latina che letteralmente significa "Ciò che non vuoi sia fatto a te, non farlo agli altri".
Questa frase, che Ugo Grozio fa risalire all'imperatore romano Alessandro Severo, fu fatta riportare, per volere del medesimo, sulle mura del suo palazzo e degli uffici pubblici.